# 22.º Regimiento Aéreo
El 22.º Regimiento Aéreo (22. Flieger-Regiment) fue una unidad de la Luftwaffe de la Alemania nazi.

## Historia
Fue formado el 16 de agosto de 1942, a partir del 22.º Regimiento de Instrucción Aérea.
El III Batallón/22.º Regimiento Aéreo se convirtió en el III Batallón/28.º Regimiento de Caza de la Luftwaffe en noviembre de 1942.
En junio de 1944 es renombrado 22.º Regimiento de Campaña del Distrito Aéreo Norte de Bélgica-Francia con 2 batallones.

## Orden de batalla
- 1942-1944: Plana Mayor, I. (1-6), II. (7-12), III. (13-18)
- 1944: Plana Mayor, I. (1-6), II. (7-12)